# Ellison Onizuka
Ellison Shoji Onizuka (n. 24 iunie 1946, Kailua-Kona⁠(d), Comitatul Hawaii, Territory of Hawaii⁠(d), SUA – d. 28 ianuarie 1986, Cape Canaveral⁠(d), Florida, SUA) a fost un astronaut american originar din Kealakekua, districtul Kona, Hawaii, care a zburat cu succes în spațiu cu naveta spațială Discovery în misiunea STS-51-C (1985). A murit în explozia navetei spațiale Challenger în timpul misiunii STS-51-L, din care făcea parte în calitate de specialist. El a fost primul american de origine asiatică  și prima persoană de origine japoneză care a ajuns în spațiu.